# Volutopsius pallidus
Volutopsius pallidus är en snäckart som beskrevs av Tiba 1973. Volutopsius pallidus ingår i släktet Volutopsius och familjen valthornssnäckor. Inga underarter finns listade i Catalogue of Life.